# Viaduc de Charavine
Le viaduc de Charavine est un pont proche de la ville de Pélussin, dans le département de la Loire. Construit de 1915 à 1917 dans le prolongement du viaduc de Pélussin, il permettait autrefois le passage d'un train départemental du CFDL surnommé La Galoche. Enjambant un petit ruisseau appelé le Charantonnet (ou Charantonnay), il est aujourd'hui réservé aux piétons.

## Construction
En 1913, le conseil général de la Loire décide de prolonger la ligne de chemin de fer reliant Saint-Héand à Pélussin. Il est décidé de construire, après le premier viaduc, un second pont permettant de franchir un petit ravin au fond duquel coule le Charantonnet. Les travaux débutent en 1915, au cours de la Première Guerre mondiale. L'entreprise Mercier emploie des prisonniers allemands afin de remplacer les ouvriers français partis au combat. Le granite des mines environnantes est employé pour bâtir le viaduc. L'ouvrage est achevé en 1917, le train local pouvant désormais relier trois destinations supplémentaires.

## Utilisation
Pendant près d'une vingtaine d'années, la Galoche circule sur le petit viaduc, avant d'être retiré du service en 1931. Dès lors, le pont permet aux randonneurs de rejoindre rapidement Pélussin, et d'apprécier la jolie vue sur le mont Pilat depuis l'édifice.